# Cucumis
Cucumis là một chi thực vật có hoa trong họ Cucurbitaceae.

## Loài
Chi Cucumis gồm các loài:
- Cucumis abyssinicus
- Cucumis acidus
- Cucumis aculeatus
- Cucumis acutangulus
- Cucumis africanus
- Cucumis agrestis
- Cucumis albus
- Cucumis amarissimus
- Cucumis amarus
- Cucumis ambigua
- Cucumis anguria
- Cucumis dipsaceus
- Cucumis ficifolius
- Cucumis humifructus
- Cucumis melo
  - Cucumis melo subespecie flexuosus
- Cucumis metuliferus
- Cucumis myriocarpus
- Cucumis prophetarum
- Cucumis sativus

## Hình ảnh

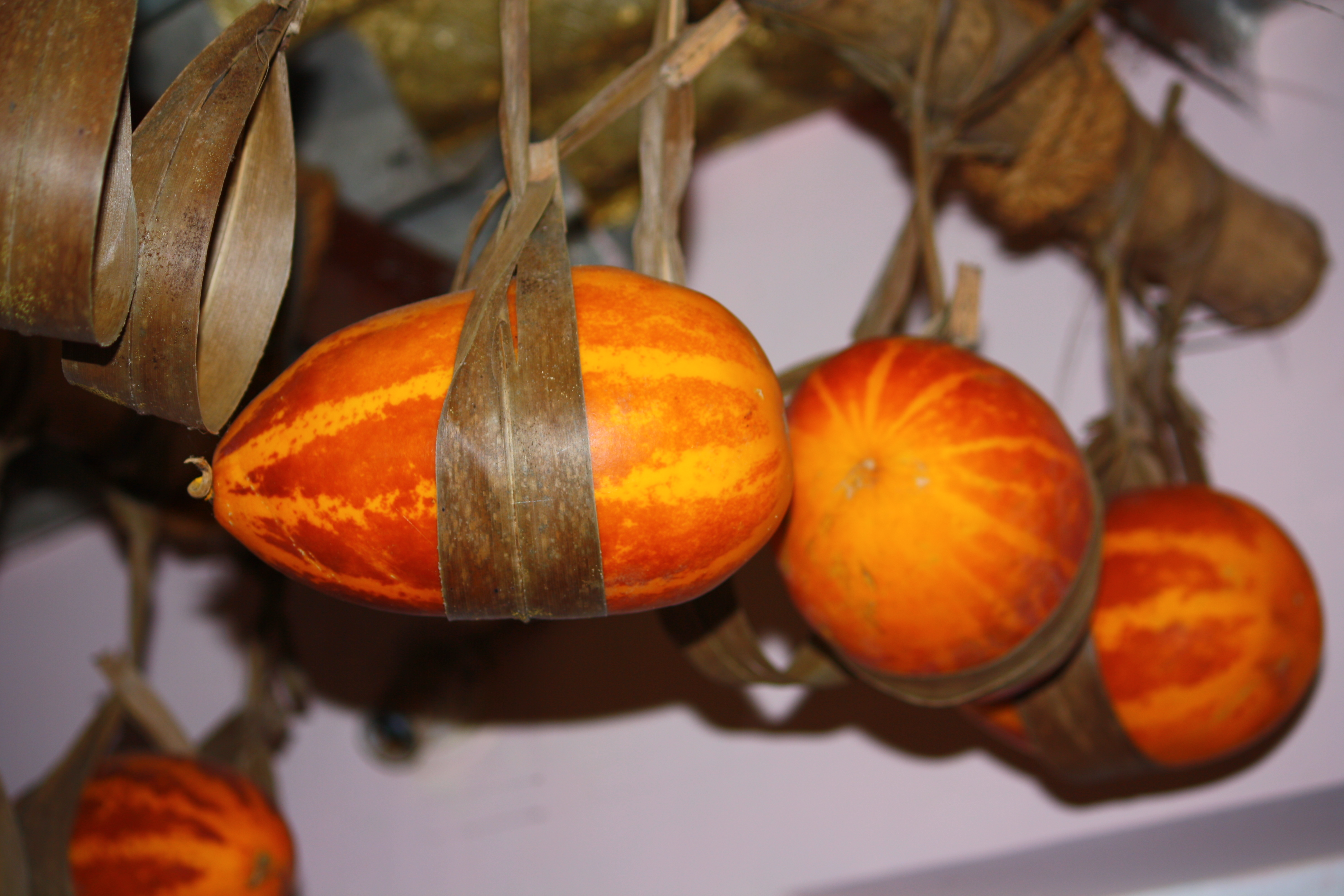
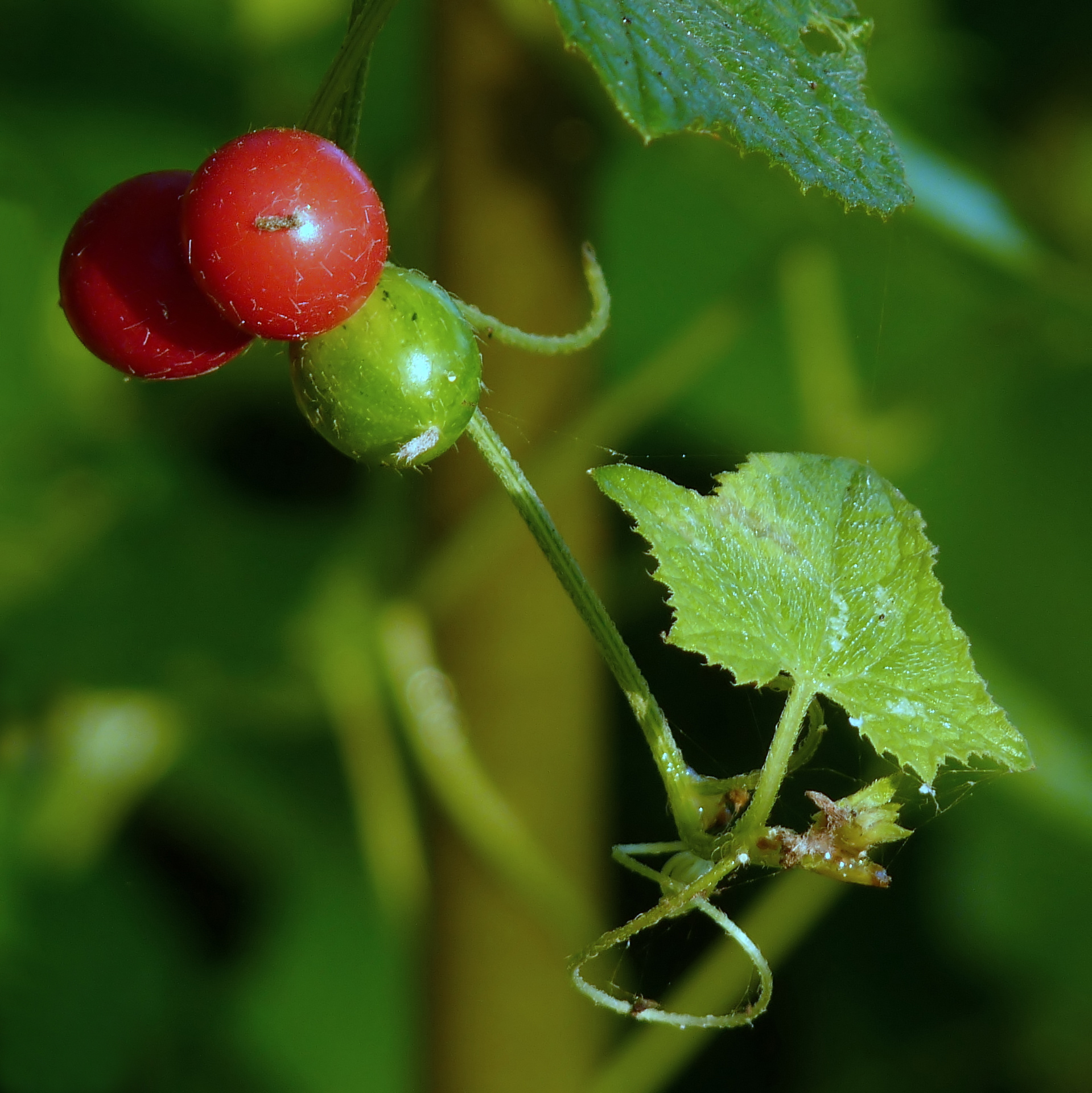
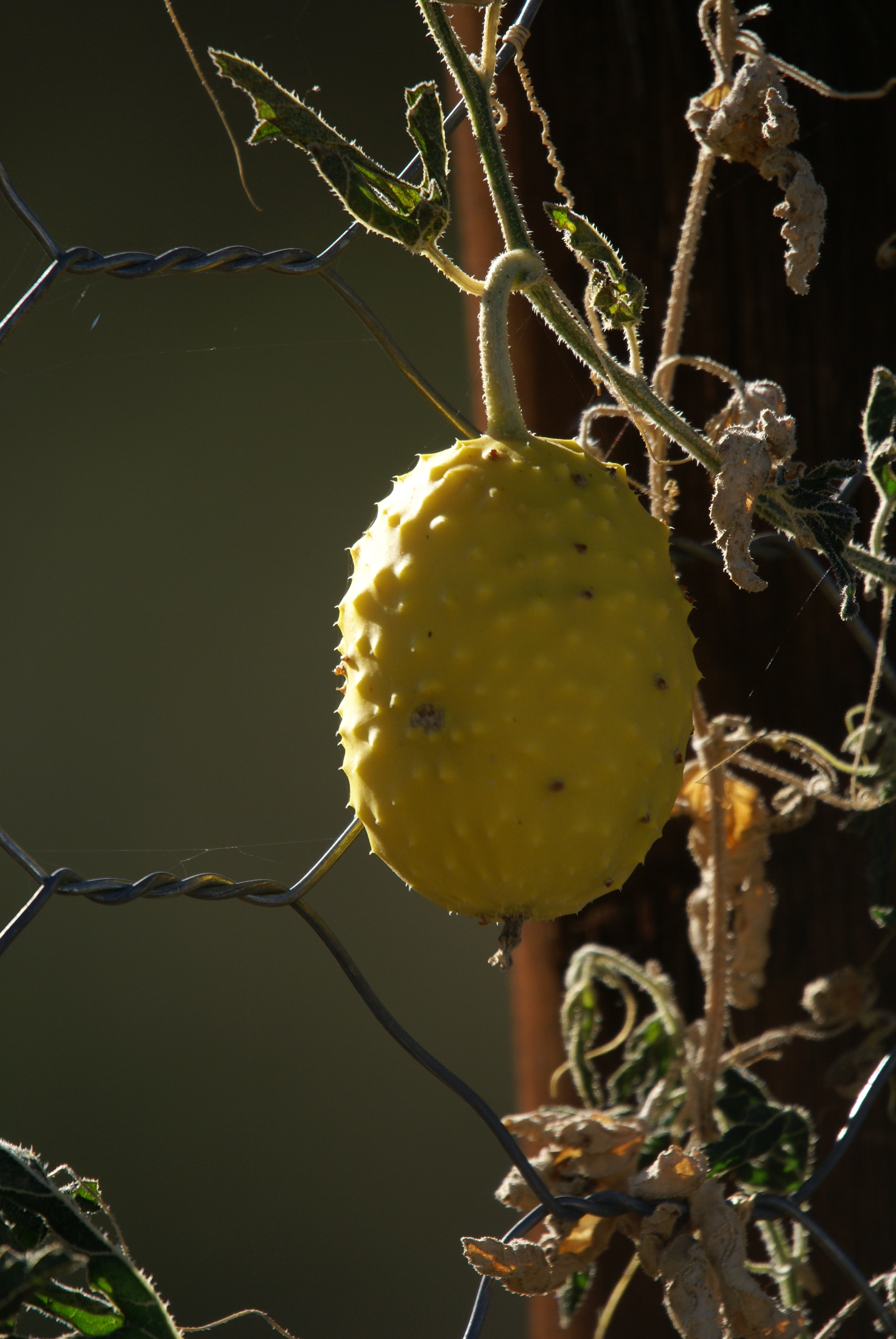
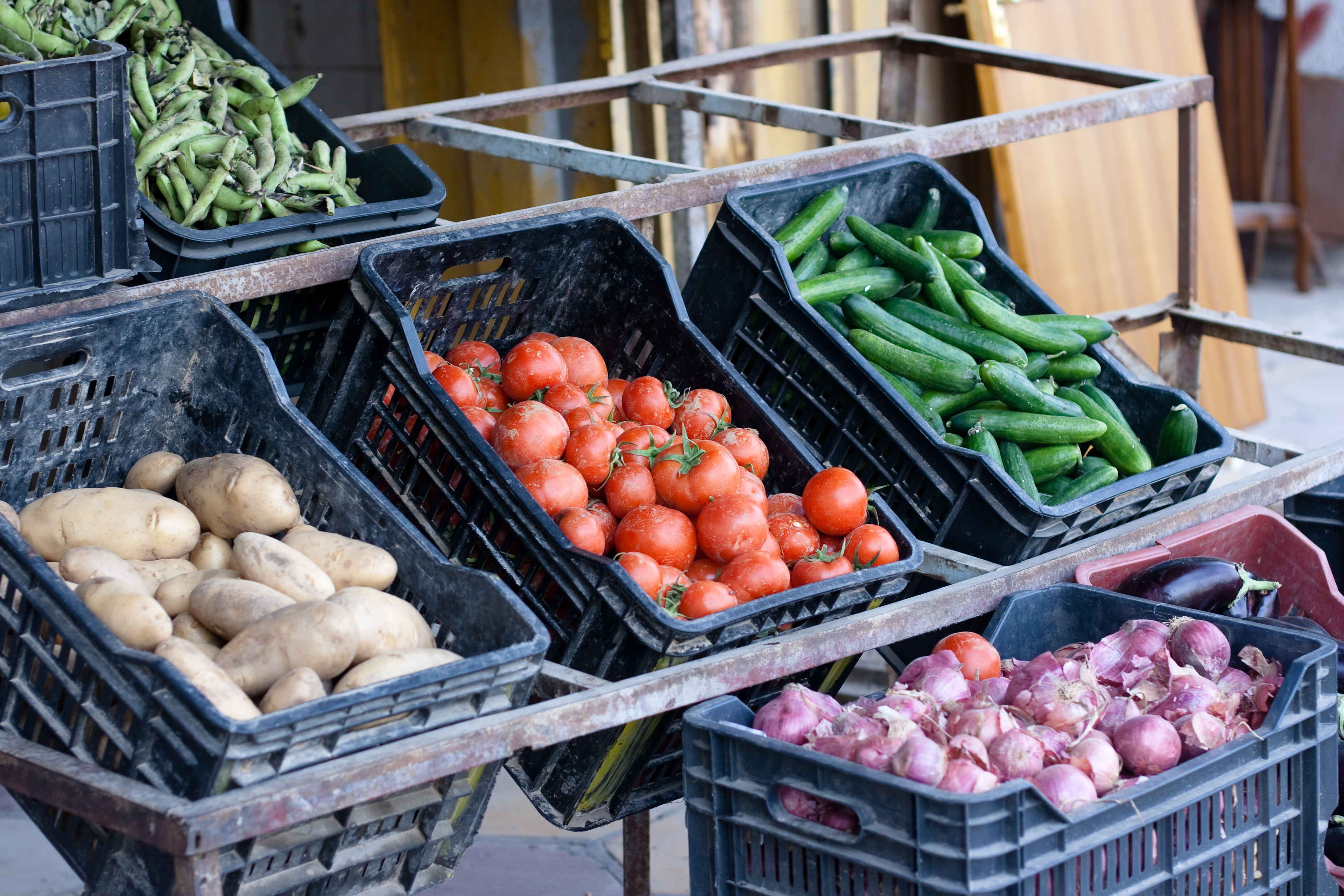